# Asmate aurata
Asmate aurata là một loài bướm đêm trong họ Geometridae.